# Jordanoleiopus fuscosignatus
Jordanoleiopus fuscosignatus är en skalbaggsart som beskrevs av Stefan von Breuning 1964. Jordanoleiopus fuscosignatus ingår i släktet Jordanoleiopus och familjen långhorningar. Inga underarter finns listade i Catalogue of Life.